# 廃棄物処理施設技術管理者
廃棄物処理施設技術管理者（はいきぶつしょりしせつぎじゅつかんりしゃ）とは、廃棄物の処理及び清掃に関する法律第21条の規定に基づき、一般廃棄物処理施設または産業廃棄物処理施設に置かれる、当該施設の維持管理に関する技術上の業務を担当する者。

## 概要
- 廃棄物の処理及び清掃に関する法律によって、廃棄物処理施設を適正に維持管理するため設置が義務付けられている。廃棄物の処理及び清掃に関する法律施行規則（環境省令）第17条に規定する資格を有する者の中から選任することになっている。有資格者と同等以上の知識及び技能を有する者として、一般財団法人日本環境衛生センターの行う廃棄物処理施設技術管理者講習を修了した者を多くの都道府県等が認知している。
- 地域の自主性及び自立性を高めるための改革の推進を図るための関係法律の整備に関する法律（平成23年法律第105号）第171条の規定により、廃棄物の処理及び清掃に関する法律第21条第3項（技術管理者の資格要件）が改正され、2012年（平成24年）4月1日からは、市町村が設置する一般廃棄物処理施設に置かれる技術管理者にあっては、「環境省令で定める基準を参酌して当該市町村の条例で定める資格」を資格要件とする。ただし、同施行日から起算して1年を超えない期間内において、資格要件に関する当該市町村の条例が制定施行されるまでの間は、環境省令で定める資格を当該市町村の条例で定める資格とみなすことになっている。

## 技術管理者の業務
廃棄物処理施設技術管理者は、その管理に係る一般廃棄物処理施設または産業廃棄物処理施設に関して、廃棄物の処理及び清掃に関する法律に規定する維持管理に関する技術上の基準に係る違反が行われないように、当該施設を維持管理する事務に従事する他の職員を監督する。

## 技術管理者の資格要件
- 環境省令に規定された資格は以下の通り。【　】内の年数について、適正に廃棄物の処理に関する技術上の実務に従事した経験を要する。

1. 技術士（化学部門、水道部門又は衛生工学部門）　【不要】
2. 技術士（上記部門以外）　【1年以上】
3. 2年以上環境衛生指導員の職にあった者　【不要】
4. 大学において理学、薬学、工学、農学の課程で衛生工学もしくは化学工学に関する科目を修めて卒業した者　【2年以上】
5. 大学において理学、薬学、工学、農学もしくはこれらに相当する課程で衛生工学もしくは化学工学に関する科目以外の科目を修めて卒業した者　【3年以上】
6. 短期大学もしくは高等専門学校において理学、薬学、工学、農学もしくはこれらに相当する課程で衛生工学もしくは化学工学に関する科目を修めて卒業した者　【4年以上】
7. 短期大学もしくは高等専門学校において理学、薬学、工学、農学もしくはこれらに相当する課程で衛生工学もしくは化学工学に関する科目以外の科目を修めて卒業した者　【5年以上】
8. 高等学校において土木科、化学科もしくはこれらに相当する学科を修めて卒業した者　【6年以上】
9. 高等学校において理学、工学、農学もしくはこれらに相当する科目を修めて卒業した者　【7年以上】
10. 10年以上、廃棄物の処理に関する技術上の実務に従事した者
11. 上記と同等以上の知識及び技能を有する者　（一般的には、技術管理者講習会修了者が該当する）

## 廃棄物処理施設技術管理者講習
- 場所は全国の主要都市において行われる。

### 講習区分
- 基礎・管理課程と管理課程に分けられ、さらにその下に各コース別の講習となる。

- - ごみ処理施設コース
  - し尿・汚泥再生処理施設コース
  - 破砕・リサイクル施設コース
  - 産業廃棄物中間処理施設コース
  - 産業廃棄物焼却施設コース
  - 最終処分場コース
  - 有機性廃棄物資源化（バイオマス利活用関連）施設コース

### 講習日数
- 基礎・管理課程は10日間（破砕・リサイクル施設コース、有機性廃棄物資源化施設コースは8日間）、管理課程は4日間。

### 講習科目
ごみ処理施設コース（基礎・管理過程）
1. 産業廃棄物概論
2. 工学基礎
3. 産業廃棄物処理技術
4. 施設の構造と維持管理
5. 廃棄物処理と関係法規
6. 管理監督理論・実際
7. 廃棄物処理技術特論
8. 施設の管理運営
9. 施設整備の維持・実際
10. 処理機能の維持と評価
11. 修了試験

し尿・汚泥再生処理施設コース（基礎・管理過程）
1. 産業廃棄物概論
2. 工学基礎
3. 産業廃棄物処理技術
4. 施設の構造と維持管理
5. 廃棄物処理と関係法規
6. 管理監督理論・実際
7. 廃棄物処理技術特論
8. 施設の管理運営
9. 施設整備の維持・実際
10. 処理機能の維持と評価
11. 修了試験

破砕・リサイクル施設コース（基礎・管理過程）
1. 産業廃棄物概論
2. 施設の構造と維持管理
3. 管理監督理論・実際
4. 廃棄物処理技術特論
5. 施設整備の維持・実際
6. 処理機能の維持と評価
7. 修了試験

産業廃棄物中間処理施設コース（基礎・管理過程）
1. 産業廃棄物概論
2. 施設の構造と維持管理
3. 管理監督理論・実際
4. 廃棄物処理技術特論
5. 施設整備の維持・実際
6. 処理機能の維持と評価
7. 修了試験

産業廃棄物焼却施設コース（基礎・管理過程）
1. 産業廃棄物概論
2. 施設の構造と維持管理
3. 管理監督理論・実際
4. 廃棄物処理技術特論
5. 施設整備の維持・実際
6. 処理機能の維持と評価
7. 修了試験

最終処分場コース（基礎・管理過程）
1. 産業廃棄物概論
2. 施設の構造と維持管理
3. 管理監督理論・実際
4. 廃棄物処理技術特論
5. 施設整備の維持・実際
6. 処理機能の維持と評価
7. 修了試験

ごみ処理施設コース（管理過程）
1. 廃棄物処理法、関係法規
2. 廃棄物処理技術特論
3. 管理監督理論・実際
4. 施設運営管理
5. 施設設備計画・実際
6. 処理機能維持・評価
7. 修了試験

し尿・汚泥再生処理施設コース（管理過程）
1. 廃棄物処理法、関係法規
2. 廃棄物処理技術特論
3. 管理監督理論・実際
4. 施設運営管理
5. 施設設備計画・実際
6. 処理機能維持・評価
7. 修了試験

破砕・リサイクル施設コース（管理過程）
1. 廃棄物処理技術特論
2. 管理監督理論・実際
3. 施設設備計画・実際
4. 処理機能維持・評価
5. 修了試験

産業廃棄物中間処理施設コース（管理課程）
1. 廃棄物処理技術特論
2. 管理監督理論・実際
3. 施設設備計画・実際
4. 処理機能維持・評価
5. 修了試験

産業廃棄物焼却施設コース（管理課程）
1. 廃棄物処理技術特論
2. 管理監督理論・実際
3. 施設設備計画・実際
4. 処理機能維持・評価
5. 修了試験

最終処分場コース（管理課程）
1. 廃棄物処理技術特論
2. 管理監督理論・実際
3. 施設設備計画・実際
4. 処理機能維持・評価
5. 修了試験

### 受講資格
- 基礎・管理課程：20歳以上
- 管理課程：「廃棄物の処理及び清掃に関する法律」施行規則第17条に規定する学歴および実務経験等を満たしている者。